# Hitman: Absolution
『Hitman: Absolution』（ヒットマン: アブソリューション）は、IO Interactiveより2012年11月20日に発売されたステルス性重視のサードパーソン・シューティングゲームである。『Hitman: Blood Money』の続編でHITMANシリーズの第5作目。販売はスクウェア・エニックスが担当し、ウィンドウズ（PC版）、プレイステーション3、Xbox 360でリリースされた。また、エージェント47にちなんで販売から47週目にあたる2014年5月15日にはFeral InteractiveからOS X向けに『Hitman: Absolution - Elite Edition』がリリースされた。
本作はストーリーもゲームシステムもシリーズの従来のものとは異なり、秘密機関ICAから追われる立場となったエージェント47を操作しダイアナから託された少女ヴィクトリアを守るという内容になっている。一定の自由度はあるもののステージは直線的で従来よりも自由さは減り、一般的なステルス性のサードパーソン・シューティングゲームに近い。

## ゲーム内容
『Hitman：Absolution』は三人称視点のステルスゲームであり、プレーヤーは主人公の暗殺者「エージェント47」を操作し、各ステージの目標（目標地点への到達や標的の暗殺など）の達成を目指すプレーヤーは各ステージをどのようにクリアするか選択でき、標的や目的地に辿り着くまでの道のりを分岐させながら進んでいく。アクション重視のアプローチであれば、拳銃、アサルトライフル、ショットガンといった銃器から、ボトルやレンガ、水道管といったその場にあるアイテム、あるいはヒットマンの固有武器であるワイヤーなどを駆使して敵を殺害することができる。一方でステルス重視のアプローチの場合には、敵の目を完全に避け、時に変装や群衆に紛れ込んで標的のみの殺害を目指す形となる。
基本的には物を投げる、相手を押すことができるなど、前作『Blood Money』からのシステムは踏襲しつつ、本作ではエージェント47に「インスティンクト」という能力が追加され、従来よりも簡単に敵の位置や移動経路を把握できるようになっている。また、ステージごとのギミックや、アイテムを使った固有アクションについても、発見しやすくなっている。一方では同一ステージ内での移動に制限が掛かるようになっており、チェックポイントを過ぎると、それ以前のエリアには戻れないようになっている。また、完全に目標地に向かって移動するだけのステージや、標的がまったく動かない（殺し方が実質的に近接のみ）ステージもある。
本作ではオプションゲームとして、オンライン専用の「Contracts」モードが導入されており、プレーヤーが自分でミッションを作成し、他のプレーヤーにプレイさせるということが可能である。プレーヤーはストーリーミッションから1つのエリアを選択し、どのNPCを標的とするか、どのような武器を用いるか、どのような変装が必要か、NPCから正体がバレても構わないか、などのクリア条件を設定できる。ただし、このモードはGDPR法遵守の観点から2018年5月に閉鎖された。

## プロット
今作は、前作までと異なり、任務自体も一貫したストーリーの上で展開される。また、3つの章立てで展開される。

### プロローグ
前作（Blood Money）で壊滅した秘密組織ICAは元に戻りつつあり、47も組織の暗殺者として復帰していた。そんな折、ダイアナがICAを裏切り、シカゴにいる彼女を見つけ出した組織は、幹部であるトラヴィスの指示の下、47にその暗殺と、彼女が連れている少女の確保を命じる。ダイアナに致命傷を与えた47だったが、死の間際、ダイアナは彼女が連れていた少女・ヴィクトリアを守ることを依頼する。
ヴィクトリアを守るため、47はヴィクトリアが狙われる理由と狙う敵を調査し始める。

### PART1
47はひとまずヴィクトリアをローズウッド孤児院に預けて隠し、チャイナ・タウンに住む情報屋のバーディにヴィクトリアについて情報の探りの依頼をする。その代償としてバーディはシルバーポーラを預かった上で、キング・オブ・チャイナタウンの暗殺を依頼し、47は実行する（「キング・オブ・チャイナタウン」）。
バーディの情報によって現在ターミナス・ホテルにいるデクスターという男がヴィクトリアを狙っていることが分かり、47はターミナスホテルへ潜入する。47は無事に最上階まで潜入したものの、デクスターの護衛・サンチェスに倒されてしまう（「ターミナス」）。サンチェスが倒した男を見て、それが伝説の暗殺者47であることに気付いたデクスターはヴィクトリアを手に入れるため、命を取ることはせず、ハウスキーパー殺しの罪を着せる。部屋が炎に包まれる中、目を覚ました47は警察の追手を振り切り、何とか包囲網を抜ける（「決死の逃走」）。デクスターはストリップバー「ヴィクセン・クラブ」のオーナーであるドム・オズモンドと、ギャング団のボス・ウェイドと懇意の中であり、バーディは、彼らが協力する以上、すぐにデクスターはヴィクトリアを見つけ出すだろうと言う。さらにバーディ自身にもウェイドの手が伸びているため助けるよう懇願される。47はシカゴ警察の厳戒態勢の中、ヴィクセン・クラブに潜入してオズモンドを暗殺し、その足でチャイナタウンへ急行。チャイナタウンでバーディの居場所を聞きこむウェイドの手下達を暗殺するが、一歩遅く、バーディは保身からウェイドにヴィクトリアの情報を渡していた（「狩る者、狩られる者」）。
孤児院にやってきた47はヴィクトリアと再会するが、その矢先にウェイドが手下を率いて孤児院に突入してくる。ウェイドの手下達は孤児院で殺戮の限りを尽くし、47とはぐれたヴィクトリアの確保に成功する。しかし、追跡してきた47を迎え撃とうとして逆にウェイドは返り討ちに遭う。ウェイドを倒し安心したのもつかの間、その隙をついてレニーがヴィクトリアを連れ去ってしまう。彼らが持っていたバーのマッチから彼らの本拠地がサウスダコタ州ホープだと知った47は、ウェイドの車を拝借し、シカゴを出る（「ローズウッド」）。

### PART2
ホープへ着いたレニーの居場所を探るため、バーに立ち寄る。そこでバーテンダーよりレニー一味について情報を得る（「ようこそ、ホープへ」）。一方、バーディはICAとデクスターの仲介役となることを目論見、ICAに47の居る場所を明かした上で、デクスターには自分を売り込むがこれは失敗する。バーディは預かっていたシルバーポーラーをホープの銃器店に預け、47はこれを取り戻す（「バーディの贈り物」）。レニーのギャング団の幹部達を次々と暗殺した47は、ヴィクトリアの行方を知るためレニーを誘拐する（「レニーのカミソリ」）。レニーからヴィクトリアが「デクスター・インダストリーズ」に捕えられていることを聞きだし（「道の終わり」）、閉鎖された鉱山から建物内部への潜入を試みる。建物の地下では高度な兵器開発プラントが備わっており、その研究のトップ達を暗殺しながら、ヴィクトリアのいる最下層へたどり着く。しかし、既にヴィクトリアはデクスターに連れ去られた後であり、47はヴィクトリアの研究データを消去して研究所を後にする（「デクスター・インダストリーズ」）。途絶えた手掛かりをつなぐため、サンチェスのレスリングの試合が行われてる中、アリーナへ潜入した47はサンチェスを殺害し、次の手がかりとして悪徳警官スカーキーの名を知る（「ファイトナイト」）。
モーテルに泊まっている47をトラヴィスの命令を受けたセインツ率いるICAの要員達が急襲する。一般人関係無く殺害されていく中、47はセインツのメンバーを全員返り討ちにする（「セインツの襲撃」）。先の情報を元に裁判所にやってきた47は併設されている拘置所へと潜入し、最奥にあるスカーキーの部屋へ向かう。しかし、仕掛けられた罠によって気絶し、捕えられてしまう（「スカーキーのルール」）。47が隙を見て拘置所から脱したところで、トラヴィスの命令を受けたICAの部隊がホープの街を急襲する。街を襲うICAの部隊にまぎれて、47はスカーキーの後を追い、葬儀中の教会で彼を射殺する（「オペレーション・スレッジハンマー」）。

### PART3
シカゴに戻ってきた47は、新たに卸したトレードマークのスーツを着込み（「無二の一着」）、デクスターのシカゴの拠点である「ブラックウォーター・パーク」ビルへ向かう。一方、屋上での取引でトラヴィスを出し抜き、まんまと大金をせしめたデクスターは喜びも束の間、47がやってきていることを知る。デクスターはヴィクトリアを連れて屋上へ向かい、レイラが47を待ち構えるが、逆に殺害される。レイラへの電話でデクスターの居所を知った47は、屋上に爆弾を設置して待ち構えるデクスターを殺害し、ついにヴィクトリアを保護する（「ブラックウォーター・パーク」）。
失態続きのトラヴィスは原点に立ち返り、発端であるダイアナの死を疑い始めていた。ICAの職員を動員し、バーンウッド家の墓の調査を開始するが、そこに47が潜入する。そして47はトラヴィスの側近であるジェイドを暗殺し、教会堂に立て篭もるトラヴィスを殺害する（「罪の赦し」）。

### エピローグ
一連の事件はトラヴィスによって引き起こされた物とされ、47はICAに復帰する。そして、離れた場所から密かにヴィクトリアの無事を見守っていた。そして、そこにはダイアナの姿もあった。

## 登場人物
ゲームは国際的な暗殺請負機関「ICA（The International Contract Agency）」に所属する暗殺者エージェント47を操作するという形で進む。

### 主要人物
エージェント47
声：デイビッド・ベイトソン / 吹替：てらそままさき、モーションアクター：ウィリアム・メイポーザー
ICAに所属する伝説的な暗殺者。本作は冒頭において長年のビジネス・パートナーであり、友人でもあったダイアナの暗殺命令を受け、ICA幹部トラヴィスの指揮の下でこれを敢行する。彼女の死の間際にヴィクトリアという少女を託され、彼女を守るために自らもまたICAから離反し、追われる身となる。
ヴィクトリア
声：イザベル・ファーマン / 竹達彩奈
ダイアナから託された謎の少女。彼女を巡る争いに47は巻き込まれ、彼女を守るために行動を起こす。
ダイアナ・バーンウッド
声：マーシャ・トマソン / 深見梨加
ICAの女性構成員。前作までエージェント47の専任のオペレーター（ハンドラー）として登場していた人物。本作冒頭においてICAを裏切ったことが明かされ、プロローグのエピソードにおいて47に暗殺される。死の間際、47にヴィクトリアの身柄を守って欲しいと言い残す。
シリーズのレギュラーキャラクターであるが、本作で初めて容姿などが明かされた。

### 47の協力者
バーディ (Birdie)
声：スティーヴン・バウアー / 安原義人
チャイナタウンに居を構える情報屋。元ICA諜報部のトップ。序盤、47に協力し、ヴィクトリアの正体や彼女の身柄を狙う者達の情報を集める。だが、その後自分の命を繋ぐ為にトラヴィスやデクスターに取引を持ちかけつつ47にも情報を流すなど、したたかに行動する。
シスター・メアリー (Sister Mary)
声：Phoebe Dorin
47から依頼され、ヴィクトリアを自身の孤児院で匿うシスター。ウェイド一味の襲撃時にレニーに射殺されてしまう。

### デクスターとその仲間
ブレイク・デクスター (Blake Dexter)
声：キース・キャラダイン / 石井康嗣
サウスダコタ州のホープにある兵器開発会社デクスター・インダストリーズのCEO。トラヴィスと並ぶ本作の敵役であり、物語全般における悪役。
ヴィクトリアが金になる少女との断片的な情報を掴み、その身柄を狙う。ターミナス・ホテルでの出来事以降、47との抗争が始まり、さらにはトラヴィスも絡んでくることとなる。中盤以降はヴィクトリアは彼の手の中にあり、事を有利に進め、トラヴィスを出し抜くしたたかさも見せる。ブラックウォーターパーク屋上でビルごと47を爆破する準備をしながらレイラを待っていたが47に暗殺される。
レイラ・ストックトン (Layla Stockton)
声：トレイシー・ローズ / 合田絵利
デクスターの個人秘書の女性。28歳。常に彼と行動を共にする。ブラックウォーターパーク最上階で47を待ち受けるも暗殺される。
レニー・デクスター (Lenny Dexter)
声：シェーン・スティーヴンス / 川中子雅人
デクスターの息子。通称「玉無しレニー」。足が悪いため引きずって歩く。地元ホープでストリートギャング「クーガーズ」を率いる。ヴィクトリアの居場所を聞き出すため47に誘拐され拷問を受ける。
サンチェス (Sanchez)
声：アイザック・シングルトン / 広田みのる
デクスターの護衛。アシュフォード博士に肉体を改造されている。山のような大男で地元ホープで英雄とまで言われる人気レスラー。ターミナスホテルでは47に背後からワイヤーをかけられるも、逆に振り払い、47を昏倒させる。
ウェイド (Wade)
声：ラリー・セダー / 青木強
デクスターと懇意のギャングのボス。10年ほどコロンビアのカルテルに所属していた過去を持つ。デクスターの依頼でヴィクトリアの身柄を拘束するべく孤児院を襲撃する。その際にシスター達を虐殺するなど残虐。
ドム・オズモンド
ストリップクラブのオーナー。デクスターと懇意でヴィクトリアの居場所を探って密告しようとしたため47の暗殺対象になる。バーディから連絡された情報であるが商売敵の排除という裏があった。
クライブ・スカーキー保安官 (Sheriff Clive Skurky)
声：ジョン・グリース / 白熊寛嗣
デクスターからの賄賂で動くホープの町の悪徳保安官。

### ICA
ベンジャミン・トラヴィス (Benjamin Travis)
声：パワーズ・ブース / 宝亀克寿
ICA幹部。ICAを裏切ったダイアナの後任として47のオペレーターとなった人物。元海兵隊員。デクスターと並ぶ本作の敵役であり、最終的な標的。
47にダイアナ暗殺を命令した人物で、ヴィクトリアの誕生にも関わる今回の物語の発端となる人物。ICAの上層部に秘密で遺伝子改良による優れた暗殺者の製造計画を指揮し、その成果物であった、ダイアナに連れさられたヴィクトリアの奪還に血道をあげる。47の確保（殺害）のために、組織での自身の権限を利用して最大限の人員を動員し、一般人の殺戮も厭わない。一方でヴィクトリアを手に入れたデクスターとの駆け引きでは、彼に一歩及ばず苦汁を舐めさせられる。
47やデクスターに翻弄され続けるが、最後にダイアナの死自体を疑う。そして47の誘い出しも兼ねたバーンウッド家の墓の捜索において、万全の状態で迎撃態勢を整えたものの47に殺害され物語は幕を閉じる。
ジェイド・グエン (Jade)
声：シャニン・ソサモン / 合田絵利
トラヴィス配下の現場副官の女性。26歳。忠実だが幹部の座を狙う野心家な面もある。
トラヴィスの行動が自分のキャリアに影響することを気にしている。このため、47の方も味方に引き込めないかと考えるが、今回の件に関して知りすぎているため最終ステージでの暗殺対象になる。
ラサンドラ・ベル・ディクソン(LaSandra Dixon)
声：ヴィヴィカ・A・フォックス
セインツの隊長である黒人女性。元オークランド警察所属の警官でFBIにヘッドハンティングされた過去を持つ。シスター風の艶美なラテックス素材の服にウィンプル風の白い帽子を被っている。

### その他
コズモ・フォークナー (en:Cosmo Faulkner)
声：ジョナサン・アダムズ / 赤城進
シカゴ市警の刑事。
キング・オブ・チャイナタウン
バーディの商売敵であり情報料代わりに暗殺を依頼される人物。汚職警官を警備員として雇い、麻薬の売人と取引している。
ケイン&リンチ
開発元が同じ「ケイン&リンチ」の登場人物。ゲスト出演。
ナレーション
声:斎藤恵理

## 用語
セインツ
ICAに所属する女性暗殺者集団。トラヴィスが暗殺者の素質がある犯罪者、孤児などを集めて結成した集団で、全員が修道女（シスター）の格好をしているのが特徴。47を捕まえられず業を煮やしたトラヴィスが切り札として招集し、47の殺害または確保のため、彼を襲わせるが、全員が返り討ちにあう。

## ヒットマン スナイパーチャレンジ
海外では予約特典として、日本国内ではスペシャルコードを使用する事で入手出来たスピンオフタイトル。ある狙撃任務をプレイするファーストパーソン・シューティングゲームとなっている。
47は狙撃地点から動く事は出来ず、スナイパーライフルを使ってターゲットと護衛を制限時間の間に始末する事になる。終了時にプレイ内容に応じたスコアが表示され、オンラインランキングで競う事が出来た（現在は終了している）。ゲームをクリアする事で本編で使用出来るスナイパーライフルなどの特典が入手出来た。
メインターゲットの他にも隠されたチャレンジ要素があり、これらを達成するやりこみ要素もある。

## 開発
シリーズの新作が製作される計画が最初に発表されたのは2007年であったが、その後、特に続報はなく、2009年5月になってアイドスより新作が開発中である旨が発表された。同年にはプロット内容の詳細が噂され、それによればエージェント47はどん底に落とされ、そこから自分自身で立ち直らなければならないというものであった。また、2009年にはアイドスがスクウェア・エニックスに買収され、以降、販売はスクウェア・エニックスが担当する。2011年4月20日にスクウェア・エニックスがヨーロッパで「Hitman: Absolution」という商標登録を申請したことが判明し、これがシリーズ5番目のタイトルになると推測された。2011年5月6日にティーザートレーラーが公開され、正式に「Hitman: Absolution」のタイトルが確認された。従来のヒットマンから大幅に異なる体験をすることになるだろうと予告されていた。2011年10月9日には、「Run for Your Life」と第されたゲームプレイトレーラーが公開された。
2012年5月29日には「Attack of the Saints」と題された映画風のトレーラーが公開されたが、その内容は女性蔑視として物議を醸した（詳細は#騒動参照）。また、販売後の2012年12月4日にはプロモーション目的のFacebookアプリを公開したが、これも猛批判を引き起こし、同日中に削除に追い込まれた（詳細は#騒動参照）。

## 評価
レビュー集計サイトのMetacriticでは、「全般的に肯定的」とされている。単体のゲームとしての評価は高かったが、ヒットマンシリーズという観点からの批判も多かった。
IGNは10点満点で9.5点を与え、「機転を利かせることを促すのではなく、機転を効かせないといけないゲームなのは素晴らしい」と高く評した。GamesRadar+は5つ星中4.5とし、「これまでのシリーズの中で、もっとも強力な作品」と肯定的なレビューを行った。また、Game Informerは8.75/10とし、「戦略を考え、環境や変装を有利に用いて、完璧な暗殺とそれを知られる前に立ち去ることで、Absolutionは、エージェント47が依然としてゲームにおける最高の暗殺者であることを証明している」と肯定的に評した。他にGiant Bombは4/5、Joystiqは4/5、Destructoidは8.5/10と、満点ではないが高い評価を与え、Kotakuも肯定的なレビューを行った。
一方で評価点は高いものの、シリーズ作としてみた場合の欠点を指摘するものも少なくなかった。Edgeは7/10の評価を与え、「本作は独自の方針を取り入れたことで従来のものを薄めてしまった」としている。VentureBeatは10点満点中7.5点を付け、「Absolutionは高い目標を掲げているが、的を外してしまった」と評価している。Eurogamerは7/10としつつ、「Absolutionは、エージェント47自身は記憶喪失の状態で始まったわけではないが、『Blood Money』から6年経過したことで、そもそも何が彼を人気者にしたのかということをクリエーターは忘れかけてしまったようだ」と評している。GameSpotは7.5/10とし、「Absolutionの鮮やかな世界と楽しいステルスアクションゲームとしての操作が、いくつかの顕著な矛盾を隠せている」と評した。
シリーズ作としての欠点を点数に反映したレビューも目立った。Daily Telegraphは本作に2/5の評価を与え、「Absolutionはシリーズの正統として非常に残念な作品であるが、ヒットマンシリーズが依然として素晴らしいものには違いない」と述べている。International Business Timesはに5/10の評価とし、「過去作の面影をほぼ残しておらず、シリーズの派生的なクローンに過ぎない」と評している。VideoGamer.comは5/10とし、「Absolutionの問題点は、今回、開発を担うことになった『KANE&LYNCH』のチームが、Hitmanシリーズを偉大なものにした理由を根本的に理解できていないように思えることだ」と評した。PC Gamerでは66%の評価とし、「ステルスゲームとしては申し分ないが、これまでのシリーズを偉大にしてきたものをほぼすべて裏切っている」。GameTrailersは「Absolutionの世界を作るためにかなりの努力が費やされたのは間違いないだろう。しかし、そのために、その欠点はより一層深刻なものとなっている」。New Statesman紙は低評価で「もし開発者が確立されたシリーズのファン達を取り戻したいのであれば、何がそのゲームを人気なものにしたのか目を向けるべきであろう」と評した。アイリッシュタイムズ紙はスコアを付けず、「完全にオープンな世界から離れてしまったのはヒットマンシリーズの一部の筋金入りのファンを失望させるかもしれない」と述べた。Daily Recordはこのゲームに3/5の評価を与え、「以前のシリーズ作品よりは万人好みであろうが、Absolutionはシリーズのファンが愛していた自由度の多くを失っており、ヒットマンの名を冠するには必ずしも値しないだろう」。The Escapistはスコアを付けず「Absolutionは最高のヒットマンでも、最悪のヒットマンでもない」と述べた。ガーディアン紙は3/5の評価を与え、「本作は従来のシリーズ作品よりも見栄えもよく、プレイングも良いのかもしれないが、どうしてIO Interactiveは自分たちの人気作の魅力的な部分を捨て去ったのか驚嘆するしかない」と評した。
2013年3月26日、スクウェア・エニックスは小売店における販売本数は約360万本であったと発表したが、予想されていた目標数の450～500万本には届いておらず、その8～9割程度で立てた予算をも下回る結果だったと説明した。

## 技術的なトラブル
2012年11月20日の発売後間もなくして、PlayStation 3とXbox 360ではプレイ中にクラッシュやフリーズ、また保存ファイルが破損してプレイできなくなるという苦情が寄せられた。11月26日にIO Interactiveは声明を出し、これら技術的なエラー修正のために現在24時間体制で対応作業を行っているが、原因が判明しておらず、修正パッチのリリースには時間が掛かる可能性があると述べた。
その後、PC版とPS3版のパッチは12月10日に、Xbox 360版のパッチはその9日後に公開された。

## 騒動
2012年5月29日に公開された、スクウェア・エニックスのCGIスタジオ「Visual Works」が制作した「Attack of the Saints」と題された映画風のティザートレーラーは女性蔑視だと物議を醸した。このトレーラーには「銃を持ったビニールとラテックスの素材の服を着た修道女が銃弾の嵐によって殺される」というシーンがあり、問題視された。これを受けてIO Interactive のゲームディレクターであるTore Blystadは「皆さんを怒らせてしまったことにお詫びする」と謝罪を行い、「（問題のシーンは）トレーラーの意図した描写ではない」と釈明した。
2012年12月4日、IO Interactiveは、Hitmanのブリーフィングのパロディとして、特定の相手に対し、それを暗殺の標的として、その特徴などを示せるFacebookアプリ「Hitman: Absolution」を公開したが、これは大きな批判を受けた。例えば、ある女性を示す内容としては「毛むくじゃらの足」「ズボンからはみ出した贅肉（muffin top）」「ペチャパイ」、男性の場合には「ジンジャー（赤毛の侮蔑語）」「クソみたいな髪型（shit hair）」「短小ちんこ」などが選択できた。また、暗殺の依頼動機として「悪臭がする」「自分のパートナーと浮気している」などが選べた。フレンドはFacebookに自分が標的になったビデオを受け取ることができた。ビデオを見るためにサインアップすると、受信者は自分の写真とFacebookの内容を踏まえて、エージェント47がそれを銃撃する映像を見ることができた。IO Interactiveは、このプロモーションアプリが悪趣味であることを認め、同日中に削除した。